# Bezirk Rauna
Der Bezirk Rauna (Raunas novads) war ein Bezirk in Lettland, der von 2009 bis 2021 existierte. Bei der Verwaltungsreform 2021 wurde der Bezirk aufgelöst, seine Gemeinden gehören seitdem zum Bezirk Smiltene.

## Geographie
Der Bezirk lag im nördlichen Teil des Landes in Vidzeme, dem historischen Livland.

## Bevölkerung
2009 waren 4008 Einwohner gemeldet. Die Gemeinde Rauna sollte im Zuge einer Verwaltungsreform 2009 zum Bezirk Priekuļi kommen, bildete aber stattdessen eine Verwaltungsgemeinschaft mit der Gemeinde Drusti, obwohl beide Gemeinden nicht direkt aneinandergrenzen.

## Historische Herrenhäuser und Kirchen

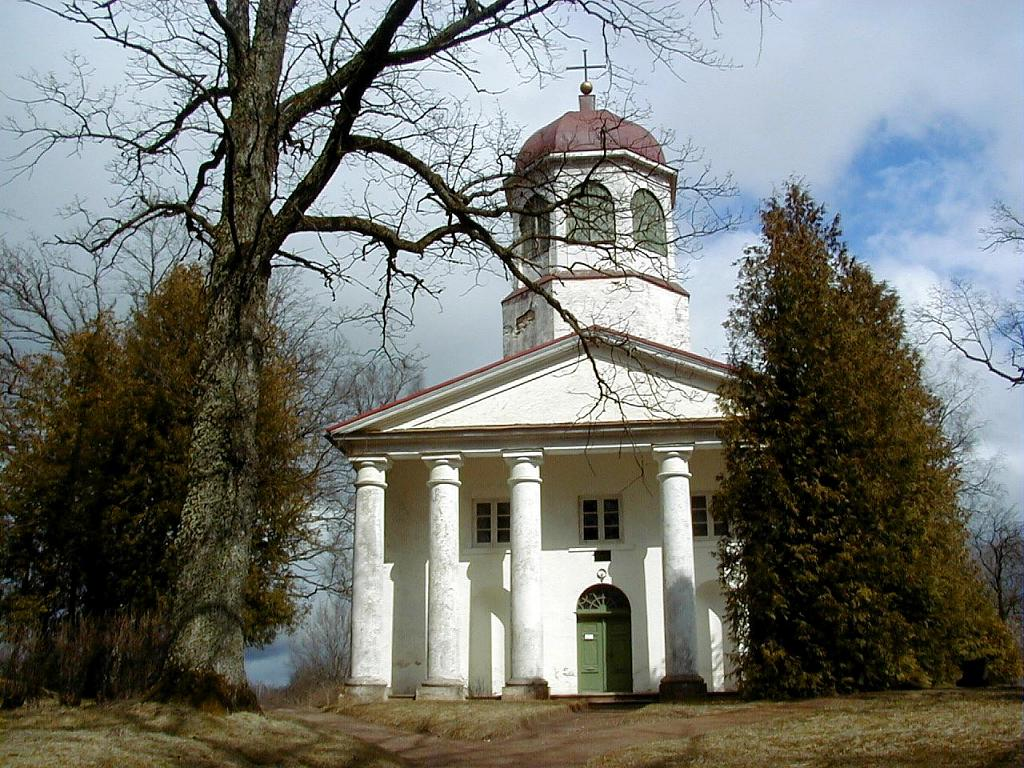
Lutherische Kirche Drusti, erbaut von 1835 bis 1837
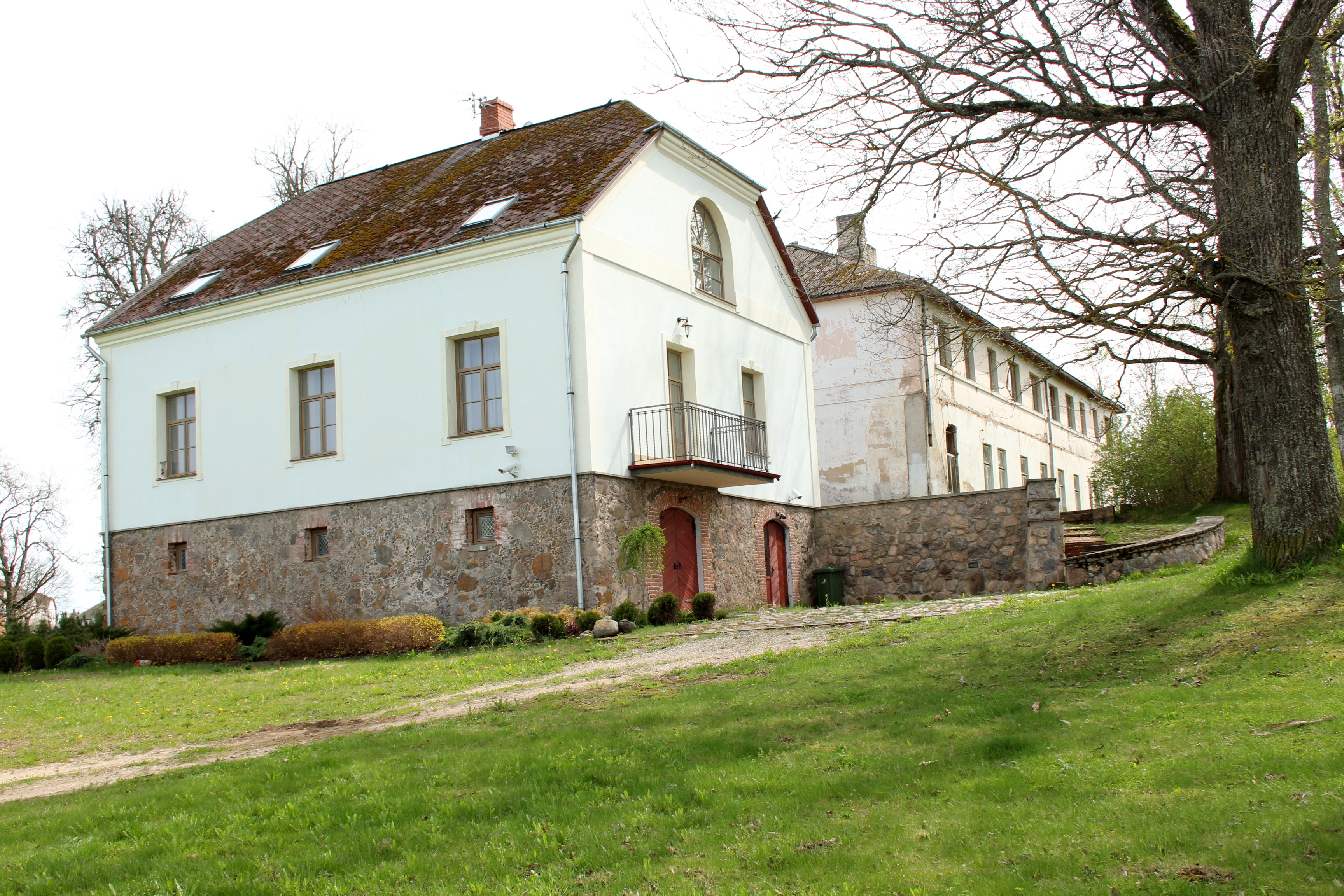
Herrenhaus Drostenhof in Drusti, erbaut 1787, ehemals Familie Hagemeister
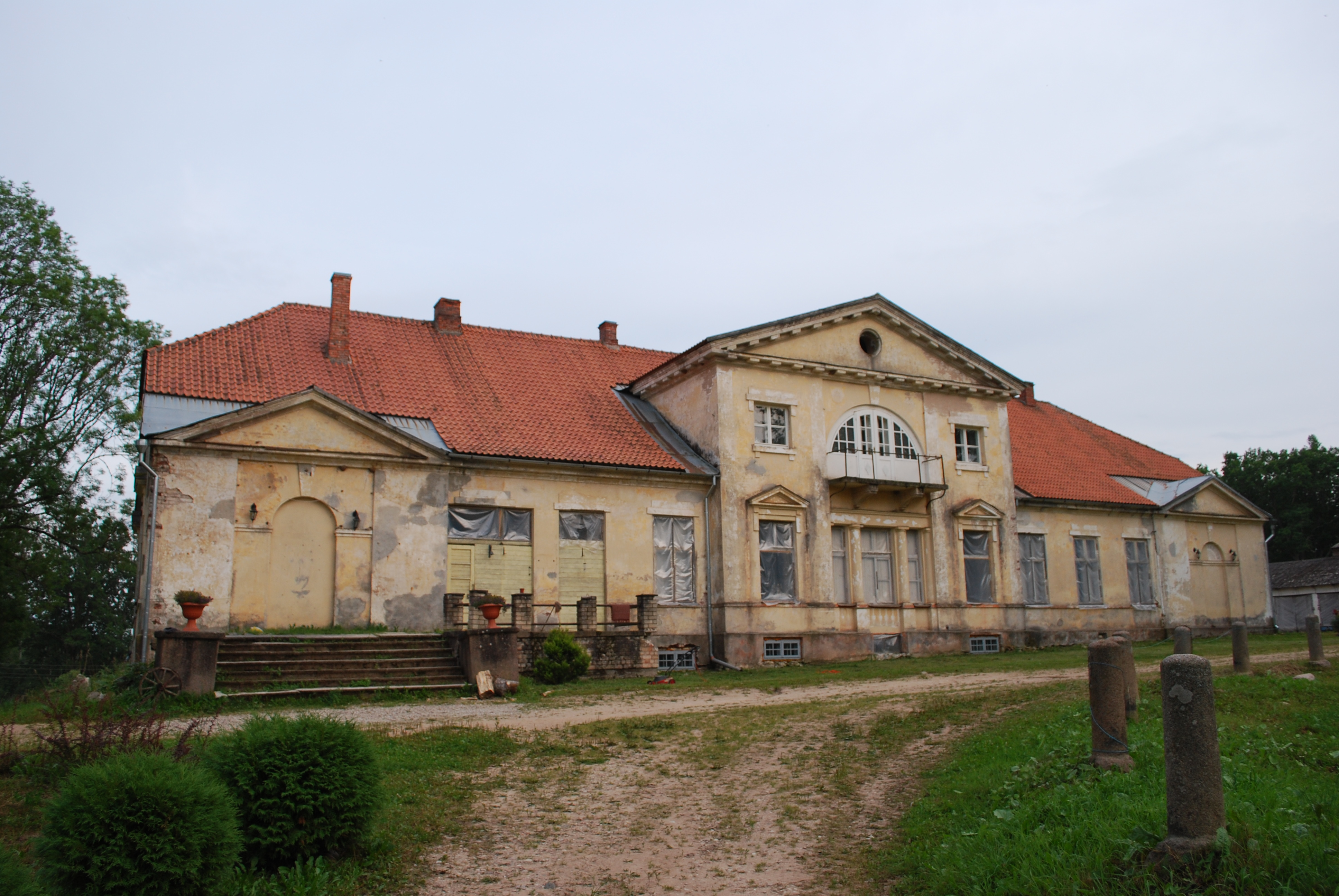
Herrenhaus Gotthardsberg in Gatarta (Gemeinde Drusti), erbaut von 1823 bis 1824, ehemals Familie Hagemeister

## Nachweise
1. ↑  Vides aizsardzības un reģionālās attīstības ministrija (Ministerium für Naturschutz und Regionalentwicklung), Karten und Auflistung der Verwaltungseinheiten, abgerufen am 21. Juli 2021
2. ↑  https://www.celotajs.lv/lv/e/drustuluteranubaznica?2
3. ↑  https://www.celotajs.lv/lv/e/drustu?0
4. ↑  https://www.celotajs.lv/lv/e/gatartasmuiza?1